# Pfarrhaus (Mistelgau)

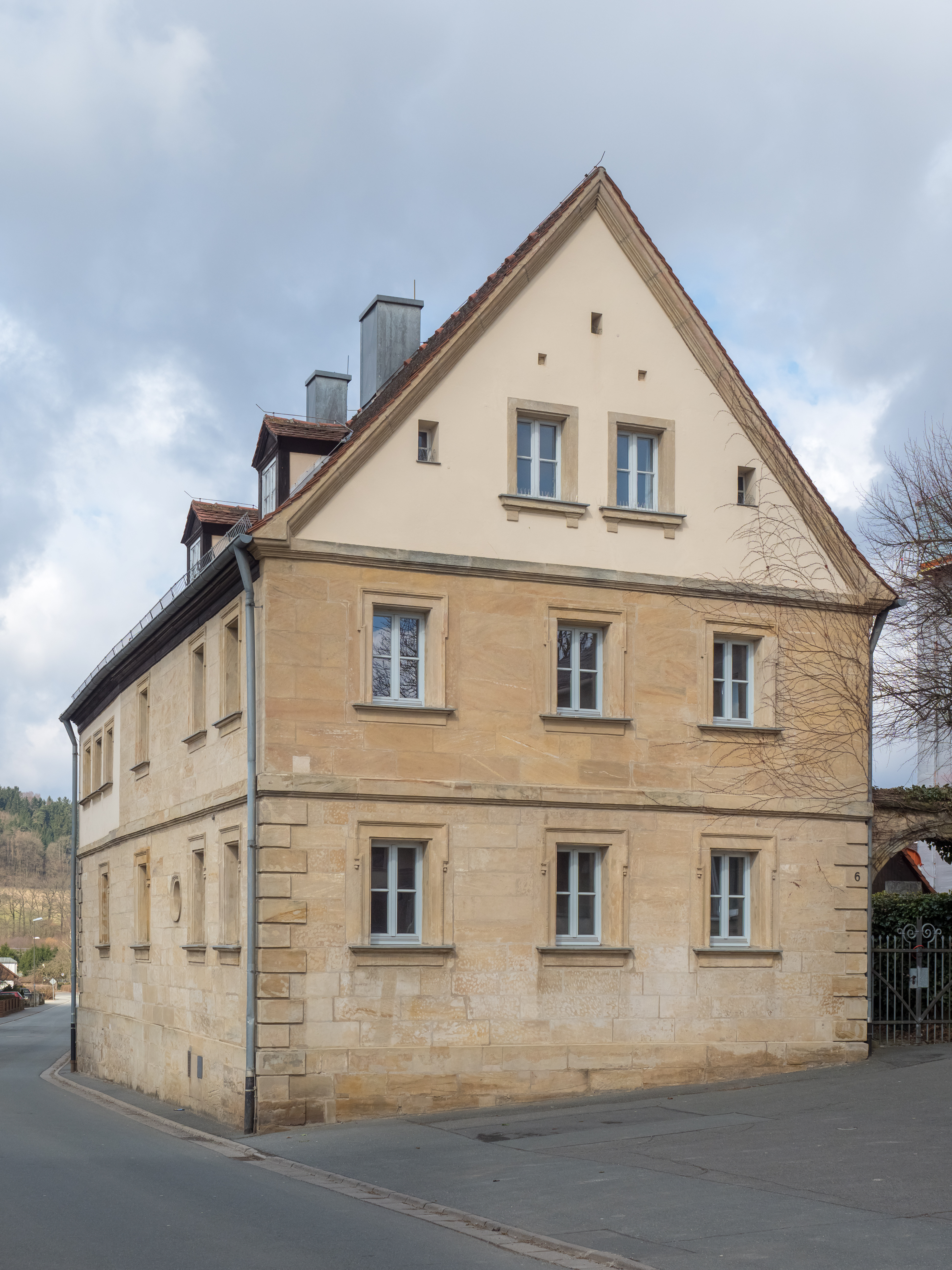
Pfarrhaus in Mistelgau

Das Pfarrhaus in Mistelgau, einer Gemeinde im oberfränkischen Landkreis Bayreuth in Bayern, wurde im 18. Jahrhundert errichtet. Das Pfarrhaus an der Schulstraße 6, neben der evangelisch-lutherischen Pfarrkirche St. Bartholomäus, ist ein geschütztes Baudenkmal. 
Der zweigeschossige traufständige Satteldachbau aus Sandsteinquadermauerwerk hat geohrte Fenstergewände. Der Eingang ist rustiziert. 
Das Hoftor aus Sandsteinquadern ist mit der Jahreszahl 1783 bezeichnet. 